# Gray Marine Motor Company
Gray Marine Motor Company est un important constructeur de moteurs marins. Il construit des moteurs allant de un à six cylindres en version essence et plus tard diesel qui sont utilisés dans les bateaux de loisirs et professionnels.
Gray est une entreprise américaine, active de 1901 à 1967, basée à Detroit. De nombreux bateaux de pêche, homardiers, remorqueurs et bateaux de plaisance utilisent des moteurs de la marque. Ces bateaux sont généralement de petite taille, allant de 12 pi (4 m) à 32 pi (10 m). Beaucoup de leurs moteurs sont issus de moteurs automobiles étanchéifiés du type : Hercules, Studebaker, Pontiac, Continental, American Motors ou General Motors Diesel Division (en).
Gray a également produit une gamme de moteurs hors-bord sans boîte de vitesses typique à 90 degrés. Un boîtier incurvé relie le moteur à l'hélice. Le boîtier de l'unité inférieure contenait un arbre rotatif interne flexible.

## Historique
La société « Gray Marine » a commencé son activité sous le nom de « Michigan Yacht and Power Company » par O. Mulford en 1892 et était un concessionnaire pour le moteur à gaz Sintz, l'un des premiers moteurs marins. Elle a racheté la société « Sintz » en 1902. La société « Michigan » a expérimenté des moteurs automobiles puis est rebaptisée « Gray Motor Company » vers 1910 par O. Mulford et ses partenaires Paul et David Gray. Charles King (en), l'un des investisseurs, a utilisé un moteur Gray dans les automobiles « King (en) ». En quelques années, la « Gray Motor Company » fabrique 7 000 moteurs par an. Certains sont dédiés aux canots de sauvetage de la Première Guerre mondiale et d'autres sont utilisés en tant qu'unité de pompage pour l'entretien des tranchées du front occidental. Ces derniers portent le nom de « Victory » et sont également utilisés pour les camions des sociétés « Traffic Motor Truck Corporation » de St Louis, « Koehler Truck » du New Jersey et « Panhard Truck », et pour les voitures de la société « Crow-Elkhart (en) ». Les tracteurs de la société « Prairie Queen (en) » sont également utilisé ce moteur en 1922.
En 1921, Frank L. Klingensmith, William Blackburn (de Cadillac) et Frank F. Beall (de Packard) rachète la société « Gray Motor Company » et change son statut en « Gray Motor Corporation » avec un capital de 4 millions de dollars, dans l'intention de concurrencer Ford,. Deux modèles de voitures Gray (en) sont fabriquées à l'aide du moteur Z développé par Beall. Le moteur « Z » est un modèle à 4 cylindres à tête en « L » de 12 à 18 chevaux qui ressemble au moteur Ford modèle T.
En 1924, la société est en difficulté financière et Mulford réussit à racheter la division des moteurs marins, rétablissant la société « Gray Marine Motor Company ». La société « Gray Motor Corporation » cesse de produire des voitures en 1926.

## Moteurs marins
La division des moteurs marins poursuit ses activités pendant plus de quarante ans. Elle est surtout connue pour avoir modifiée les moteurs automobiles pour les bateaux de pêche, les croiseurs et les péniches de débarquement de la Seconde Guerre mondiale, comme le Ramped cargo lighter (en) canadien et les célèbres Higgins Boats. Gray a construit ses propres moteurs jusqu'en 1924, mais a converti des moteurs automobiles à partir d'avril 1924 environ. Pendant la Seconde Guerre mondiale, Gray Marine a construit 100 moteurs diesels étanchéifiés de la série GM style 71 (en) par jour en utilisant des blocs-cylindres GM,.
Le 14 juin 1944, la société est achetée par Continental Motors Company (en) pour la somme de 2,6 millions de dollars. John W. Mulford, le fils d'O. Mulford, est nommé directeur général de « Gray ». La société Gray a continué à fabriquer des moteurs marins dans la période d'après-guerre jusqu'à sa fermeture par Continental vers 1967.

## Galerie

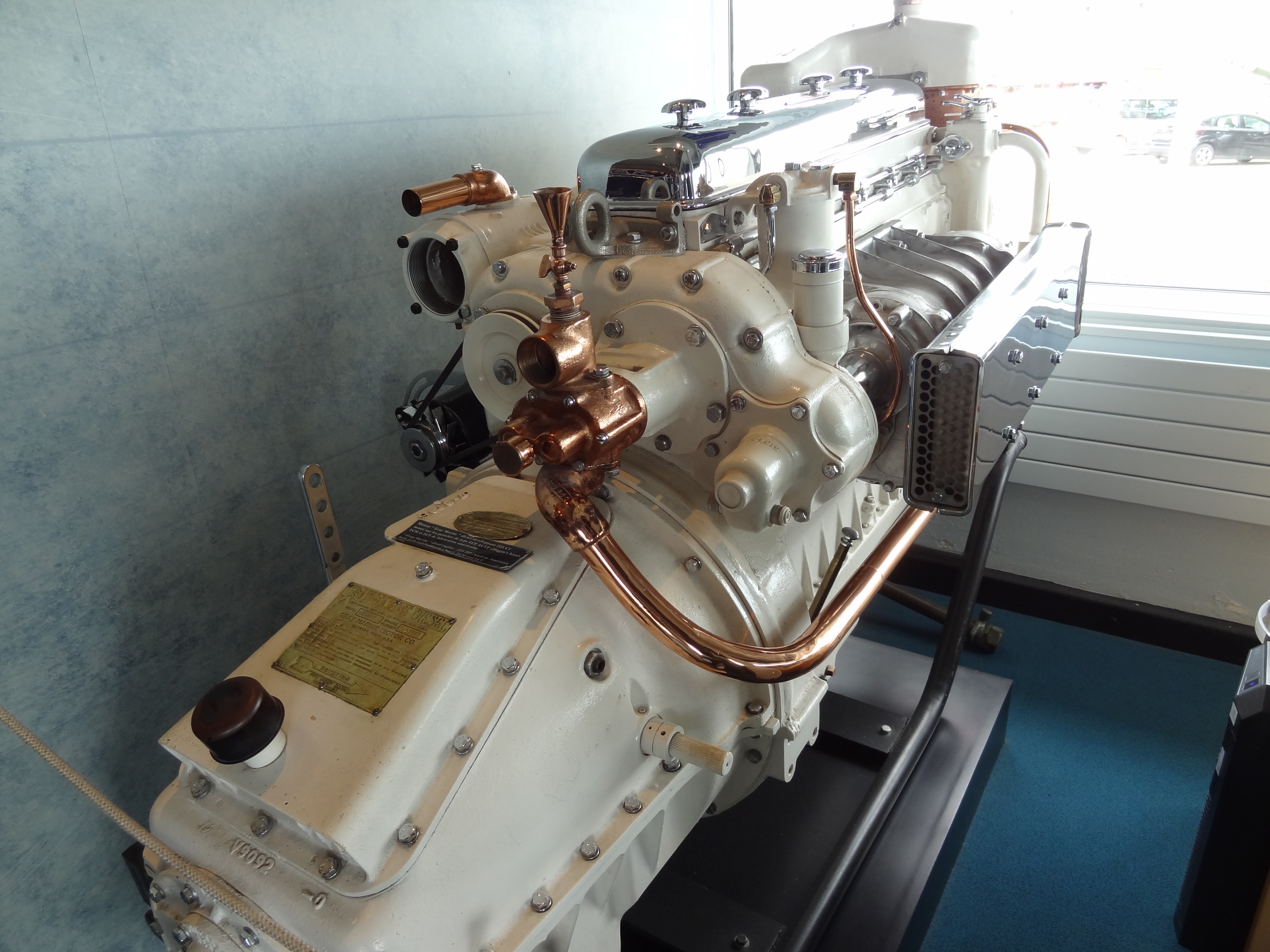
Moteur Gray Marine préservé à Arromanches-les-Bains, Normandie.
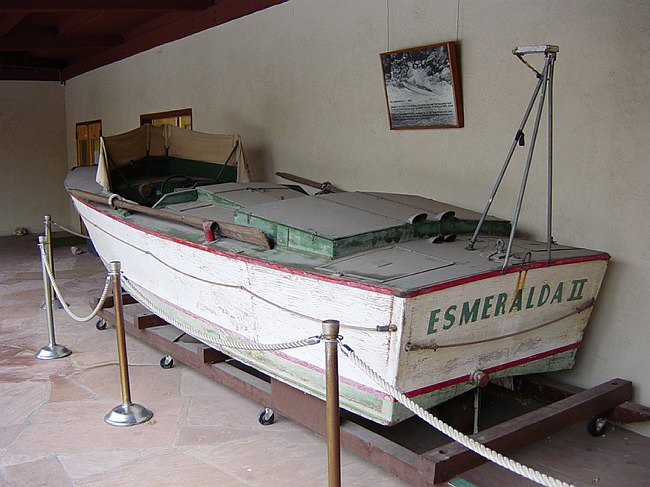
Esmeralda II, 1947, premier bateau à moteur à traverser le Grand Canyon.
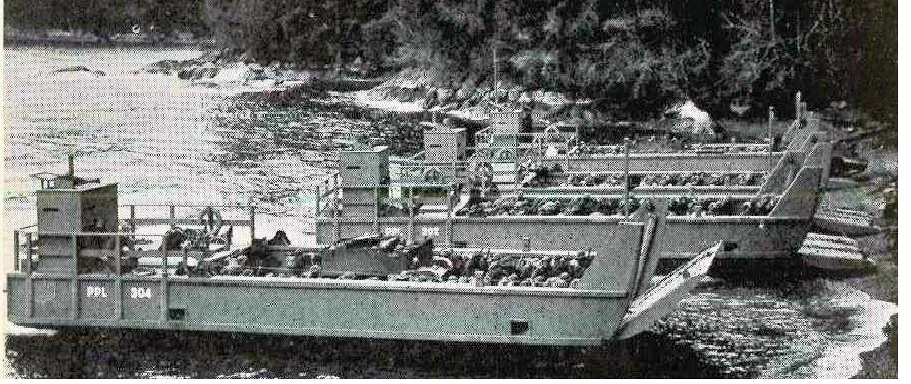
Embarcation de débarquement canadienne.